# Кимп-Моць
Кимп-Моць, Кимп-Моці (рум. Câmp-Moți) — село у повіті Біхор в Румунії. Адміністративно підпорядковане місту Вашкеу.
Село розташоване на відстані 364 км на північний захід від Бухареста, 77 км на південний схід від Ораді, 96 км на захід від Клуж-Напоки, 120 км на північний схід від Тімішоари.

## Населення
За даними перепису населення 2002 року у селі проживали 112 осіб, усі — румуни. Усі жителі села рідною мовою назвали румунську.